# Denis Istomin
Denis Olegovich Istomin (Orenburg, RSFS Rússia, Unió Soviètica, 7 de setembre de 1986) és un jugador de tennis uzbek d'ascendència russa. Ha guanyat dos títols individuals i tres més en dobles del circuit ATP.
La seua carrera la duu desenvolupada predominantment en el circuit de jugadors emergents. En 2006 rebé una wild card per a participar en l'Obert d'Austràlia on perdé en primera ronda davant el número 1 del món a eixe moment, Roger Federer. És el millor jugador de tennis de l'Uzbekistan i la principal carta en l'equip uzbek de Copa Davis, en el qual feu el seu debut en 2005. En 2008 rebé una nova wild card per a l'Obert d'Austràlia i perdé en la segona ronda davant l'australià Lleyton Hewitt.

## Biografia
Fill d'Oleg i Klaudiya Istomin, va néixer a Orenburg (Rússia), però al cap de poc, tota la família es va traslladar a Taixkent. La seva mare el va introduir al tennis i des de llavors sempre ha sigut la seva entrenadora, fet poc habitual en el circuit masculí.
En 2001 patí un accident automobilístic que el deixà internat a un hospital per 3 mesos i sense poder jugar a tennis per 2 anys. Malgrat que inicialment els doctors el van avisar que probablement no podria tornar a agafar una raqueta, a l'abril de 2003 va tornar a entrenar-se.

## Palmarès: 5 (2−3)

### Individual: 5 (2−3)
| Llegenda                          |
| --------------------------------- |
| Grand Slams (0−0)                 |
| ATP Finals (0−0)                  |
| ATP World Tour Masters 1000 (0−0) |
| ATP World Tour 500 (0−0)          |
| ATP World Tour 250 (2−3)          |

| Títols per superfície |
| --------------------- |
| Dura (1−2)            |
| Gespa (1−0)           |
| Terra batuda (0−1)    |

| Resultat  | Núm. | Data                 | Torneig                 | Superfície   | Oponent          | Marcador       |
| --------- | ---- | -------------------- | ----------------------- | ------------ | ---------------- | -------------- |
| Finalista | 1.   | 28 d'agost de 2010   | New Haven, Estats Units | Dura         | Serhí Stakhovski | 6−3, 3−6, 4−6  |
| Finalista | 2.   | 19 de febrer de 2010 | San Jose, Estats Units  | Dura (i)     | Milos Raonic     | 6−7(3), 2−6    |
| Guanyador | 1.   | 27 de juny de 2015   | Nottingham, Regne Unit  | Gespa        | Sam Querrey      | 7−6(1), 7−6(6) |
| Guanyador | 2.   | 1 d'octubre de 2017  | Chengdu, Xina           | Dura         | Markos Bagdatís  | 3−2, retirada  |
| Finalista | 3.   | 5 d'agost de 2018    | Kitzbühel, Àustria      | Terra batuda | Martin Kližan    | 2−6, 2−6       |

### Dobles: 5 (3−2)
| Llegenda                          |
| --------------------------------- |
| Grand Slams (0−0)                 |
| ATP Finals (0−0)                  |
| ATP World Tour Masters 1000 (0−0) |
| ATP World Tour 500 (0−1)          |
| ATP World Tour 250 (3−1)          |

| Títols per superfície |
| --------------------- |
| Dura (2−2)            |
| Gespa (0−0)           |
| Terra batuda (1−0)    |

| Resultat  | Núm. | Data                   | Torneig                 | Superfície   | Parella           | Oponents                           | Marcador          |
| --------- | ---- | ---------------------- | ----------------------- | ------------ | ----------------- | ---------------------------------- | ----------------- |
| Finalista | 1.   | 7 d'octubre de 2012    | Pequín, Xina            | Dura         | Carlos Berlocq    | Bob Bryan Mike Bryan               | 3−6, 2−6          |
| Finalista | 2.   | 22 de setembre de 2013 | Sant Petersburg, Rússia | Dura (i)     | Dominic Inglot    | David Marrero Fernando Verdasco    | 6−7(6), 3−6       |
| Guanyador | 1.   | 20 d'octubre de 2013   | Moscou, Rússia          | Dura (i)     | Mikhail Elgin     | Ken Skupski Neal Skupski           | 6−2, 1−6, [14−12] |
| Guanyador | 2.   | 9 de febrer de 2014    | Montpeller, França      | Dura (i)     | Nikolai Davidenko | Marc Gicquel Nicolas Mahut         | 6−4, 1−6, [10−7]  |
| Guanyador | 3.   | 2 d'agost de 2015      | Gstaad, Suïssa          | Terra batuda | Aliaksandr Bury   | Oliver Marach Aisam-ul-Haq Qureshi | 3−6, 6−2, [10−5]  |

## Trajectòria

### Individual
| Open d'Austràlia | 1R  | Q1  | 2R  | 2R          | 3R          | 1R          | 1R    | 2R          | 3R          | 1R          | 1R   | 4R          | 2R          | 1R          | A           | Q1 | 0 / 13    | 11 − 13   |
| Roland Garros | A   | A   | Q1  | 2R          | 2R          | 1R          | 2R    | 2R          | 2R          | 1R          | 1R   | 2R          | 1R          | Q1          | A           | 1R | 0 / 11    | 6 − 11    |
| Wimbledon | A   | A   | A   | 1R          | 3R          | 2R          | 4R    | 1R          | 3R          | 1R          | 3R   | 1R          | 1R          | 1R          | NC          |    | 0 / 11    | 10 − 11   |
| US Open | A   | A   | A   | 3R          | 2R          | 2R          | 1R    | 4R          | 1R          | 2R          | 1R   | 1R          | 1R          | Q1          | A           |    | 0 / 10    | 8 − 10    |
| Jocs Olímpics | NC  | NC  | A   | No celebrat | No celebrat | No celebrat | 3R    | No celebrat | No celebrat | No celebrat | 1R   | No celebrat | No celebrat | No celebrat | No celebrat | 1R | 0 / 3     | 2 − 3     |
| Total Victòries−Derrotes                                                                                                   | 2−3 | 2−1 | 6−2 | 16−18       | 32−29       | 12−22       | 30−32 | 32−30       | 28−26       | 23−24       | 9−21 | 17−18       | 14−19       | 4−12        | 0−3         |    | 229 − 262 | 229 − 262 |
| Rànquing a final d'any | 200 | 230 | 105 | 102         | 40          | 72          | 43    | 45          | 49          | 61          | 121  | 63          | 92          | 177         | 184         |    |           |           |
| Llegenda: G: Guanyador; F: Finalista; SF: Semifinalista; QF: Quarts de final; Q: Qualificació; A: Absent; RR: Round Robin; |     |     |     |             |             |             |       |             |             |             |      |             |             |             |             |    |           |           |

### Dobles
| Open d'Austràlia | A   | A   | 1R  | 2R | 1R | 1R  | 2R | 1R  | A   | 1R | 0 / 7 | 2 − 7 |
| Roland Garros | A   | 2R  | 3R  | 3R | 2R | 1R  | 2R | 1R  | 2R  | A  | 0 / 8 | 8 − 8 |
| Wimbledon | A   | 1R  | 1R  | 3R | 1R | 1R  | A  | A   | A   | A  | 0 / 5 | 2 − 5 |
| US Open | 1R  | 1R  | 2R  | 1R | 1R | 1R  | 2R | A   | A   | 1R | 0 / 8 | 2 − 8 |
| Rànquing a final d'any | 116 | 137 | 174 | 61 | 94 | 179 | 89 | 138 | 400 |    |       |       |
| Llegenda: G: Guanyador; F: Finalista; SF: Semifinalista; QF: Quarts de final; Q: Qualificació; A: Absent; RR: Round Robin; |     |     |     |    |    |     |    |     |     |    |       |       |